# Juan Carlos Arce (futbolista)
Juan Carlos Arce Justiniano (Santa Cruz de la Sierra, 10 de abril de 1985) es un futbolista profesional boliviano que juega como delantero actualmente se encuentra sin equipo. Fue internacional absoluto con la selección boliviana.

## Trayectoria

### Formación en la Academia Tahuichi Aguilera
Arce se formó desde los siete años en la Academia Tahuichi Aguilera. En su infancia admiraba a jugadores como Marco Antonio Etcheverry y Roger «Sucha» Suárez.
Tiempo después Roly Aguilera, dueño de la Academia, le preguntó en que equipo cruceño prefería jugar Blooming u Oriente Petrolero, siendo fichado por este último.
El jugador dio su versión de por qué no ingresó en Blooming en una entrevista a Gente de Fútbol Radio el 12 de junio de 2019:

Mi llegada a Oriente fue muy rara, yo soy hincha de Blooming y todos los saben, Papá Roly (Aguilera) me pregunto en su momento donde quería jugar y yo le había dicho que en Blooming pero él me dijo que en Blooming un dirigente le había dicho que yo era muy flaco y que no llegaría a jugar al fútbol, después me contó que la buena noticia era que Oriente me quería tener, así que no la dude y dije que sí pues lo que yo quería era jugar.

### Oriente Petrolero
En el 2003 pasó a Oriente Petrolero donde exhibió un gran nivel.

### Corinthians
En el 2007 fue cedido a préstamo al Corinthians de Brasil con una opción a compra, la cual no se concretó al final de la temporada debido a que descendió de categoría y no cumplió las expectativas.

### Retorno a Oriente Petrolero
Volvió a Oriente Petrolero y en enero del 2008 firmó para el Al-Arabi de Catar. En inicios de 2009 nuevamente volvió a Oriente Petrolero, mostrando un gran nivel de juego; a fines de junio es previsto por el Sport Recife, club en donde jugó hasta fin de ese mismo año. Luego el 2010, Terek Grozny lo ficha.

### Club Bolívar
En diciembre de 2011 termina su contrato con Oriente Petrolero y para 2012 Bolívar logró ficharlo; sin embargo, debido a la adecuación de la temporada de fútbol en Bolivia, no se abrió el libro de pases y como consecuencia no puede jugar el torneo local, pero si la Copa Libertadores 2012. Para la siguiente temporada, el campeonato 2012/13, renueva contrato con el Club Bolívar y le es permitido jugar el torneo local. También disputó la Copa Libertadores 2014 con el Bolívar, llegando hasta las semifinales (por segunda vez en la historia de Bolívar) hasta que terminó afuera de la competencia por el Club Atlético San Lorenzo de Almagro finalizando con 3 goles convertidos, respectivamente a Flamengo de Brasil, León de México y a Lanús de Argentina.

## Selección nacional

### Participaciones en Copa América
| Torneo                  | Sede           | Resultado      | Partidos | Goles |
| ----------------------- | -------------- | -------------- | -------- | ----- |
| Copa América 2004       | Perú           | Fase de grupos | 2        | 0     |
| Copa América 2007       | Venezuela      | Fase de grupos | 3        | 1     |
| Copa América 2011       | Argentina      | Fase de grupos | 3        | 0     |
| Copa América Centenario | Estados Unidos | Fase de grupos | 3        | 1     |
| Copa América 2021       | Brasil         | Fase de grupos | 2        | 0     |

### Goles con la selección
| Gol     | Fecha                   | Sede                    | Oponente          | Parcial | Marcador | Resultado | Competición                |
| ------- | ----------------------- | ----------------------- | ----------------- | ------- | -------- | --------- | -------------------------- |
| 1.      | 15 de noviembre de 2006 | La Paz                  | El Salvador       | 1-0     | 5-1      | Victoria  | Amistoso internacional     |
| 2.      | 26 de junio de 2007     | San Cristóbal           | Venezuela         | 2-2     | 2-2      | Empate    | Copa América 2007          |
| 3.      | 20 de noviembre de 2007 | San Cristóbal           | Venezuela         | 1-2     | 5-3      | Derrota   | Eliminatorias Mundial 2010 |
| 4. (p)  | 9 de febrero de 2011    | Antalya                 | Letonia           | 2-1     | 2-1      | Derrota   | Amistoso internacional     |
| 5.      | 10 de agosto de 2011    | Santa Cruz de la Sierra | Panamá            | 1-0     | 1-3      | Derrota   | Amistoso internacional     |
| 6.      | 18 de noviembre de 2014 | La Paz                  | Venezuela         | 3-2     | 3-2      | Victoria  | Amistoso internacional     |
| 7. (p)  | 13 de noviembre de 2015 | La Paz                  | Venezuela         | 2-0     | 4-2      | Victoria  | Eliminatorias Mundial 2018 |
| 8. (p)  | 24 de marzo de 2016     | La Paz                  | Colombia          | 1-2     | 2-3      | Derrota   | Eliminatorias Mundial 2018 |
| 9.      | 6 de junio de 2016      | Orlando                 | Panamá            | 1-1     | 2-1      | Derrota   | Copa América Centenario    |
| 10.     | 28 de marzo de 2017     | La Paz                  | Argentina         | 1-0     | 2-0      | Victoria  | Eliminatorias Mundial 2018 |
| 11. (p) | 6 de septiembre de 2017 | La Paz                  | Chile             | 1-0     | 1-0      | Victoria  | Eliminatorias Mundial 2018 |
| 12.     | 12 de noviembre de 2020 | La Paz                  | Ecuador           | 1-0     | 2–3      | Derrota   | Eliminatorias Mundial 2022 |
| 13.     | 16 de noviembre de 2021 | La Paz                  | Uruguay           | 1-0     | 3-0      | Victoria  | Eliminatorias Mundial 2022 |
| 14.     | 16 de noviembre de 2021 | La Paz                  | Uruguay           | 3-0     | 3-0      | Victoria  | Eliminatorias Mundial 2022 |
| 15. (p) | 21 de enero de 2022     | Sucre                   | Trinidad y Tobago | 1-0     | 5-0      | Victoria  | Amistoso internacional     |

## Estadísticas
| Club              | País          | Año           |
| ----------------- | ------------- | ------------- |
| Oriente Petrolero | Bolivia       | 2003 - 2006   |
| Portuguesa        | Brasil        | 2006          |
| Corinthians       | Brasil        | 2007          |
| Al Arabi          | Catar         | 2007          |
| Seongnam IC       | Corea del Sur | 2008          |
| Oriente Petrolero | Bolivia       | 2008 - 2009   |
| Sport Recife      | Brasil        | 2009          |
| FC Terek Grozny   | Rusia         | 2010          |
| Oriente Petrolero | Bolivia       | 2010-2012     |
| Bolívar           | Bolivia       | 2012-2020     |
| Always Ready      | Bolivia       | 2021-2023     |
| Blooming          | Bolivia       | 2023-presente |

### Resumen Estadístico
- Actualizado el 11 de diciembre de 2023.

| Equipo              | Partidos | Goles |
| ------------------- | -------- | ----- |
| Selección Bolivia   | 88       | 15    |
| Bolivia sub-23      | 4        | 2     |
| Bolivia sub-20      | 4        | 2     |
| Oriente Petrolero   | 195      | 31    |
| Bolívar             | 353      | 108   |
| Always Ready        | 78       | 10    |
| Blooming            | 37       | 4     |
| FC Terek Grozny     | 20       | 0     |
| Sport Recife        | 18       | 7     |
| Corinthians         | 18       | 4     |
| Seongnam IC         | 10       | 0     |
| Portuguesa          | 8        | 4     |
| Al Arabi            | 24       | 3     |
| Total en su carrera | 857      | 190   |

### Hat-tricks
| 1 | 14 de marzo de 2013  | Estadio Hernando Siles, La Paz        | Bolívar - La Paz F.C.    |  | 3- 1 | Torneo Clausura 2013   |
| 2 | 3 de marzo de 2016   | Estadio Hernando Siles, La Paz        | Bolivar - Deportivo Cali |  | 5- 0 | Copa Libertadores 2016 |
| 3 | 20 de agosto de 2017 | Estadio Víctor Agustín Ugarte, Potosí | Bolívar - Real Potosí    |  | 3- 2 | Torneo Clausura 2017   |

## Palmarés

### Títulos nacionales
| Título           | Club              | Año           |
| ---------------- | ----------------- | ------------- |
| Primera División | Oriente Petrolero | Clausura 2010 |
| Primera División | Bolívar           | Clausura 2013 |
| Primera División | Bolívar           | Apertura 2014 |
| Primera División | Bolívar           | Clausura 2015 |
| Primera División | Bolívar           | Apertura 2017 |
| Primera División | Bolívar           | Clausura 2017 |
| Primera División | Bolívar           | Apertura 2019 |

### Distinciones individuales
| Distinción                                | Año  |
| ----------------------------------------- | ---- |
| Mejor jugador Primera División de Bolivia | 2018 |